# Ива красноплодная
И́ва краснопло́дная (лат. Salix erythrocarpa) — вид цветковых растений из рода Ива (Salix) семейства Ивовые (Salicaceae).

## Распространение и экология
В природе ареал вида охватывает Камчатку. Эндемик.
Произрастает в лишайниковых и каменистых альпийских тундрах.

## Ботаническое описание
Распростёртый кустарник диаметром (от 5) 15—30 см. Главный ствол подземный; ветви ползучие, жёлто-бурые, сильно изогнутые, покрытые очень густой свежей листвой и ниже их остатками отмерших листьев.
Почки мелкие, обратнояйцевидные, тупые, голые. Прилистники тупые, широкие, плёнчатые, голые. Листья сближенные, мелкие, длиной 0,8—1,4 см, шириной 0,5—0,7 см, обратнояйцевидные или продолговатые, в основании округленные или суженные, голые, кожистые, цельнокрайные, с слегка завёрнутым краем, сверху тёмно-зелёные, глянцевые, снизу светло-сизые, на голых, тонких, расширенных к основанию черешках длиной 2—4 (до 8) мм.
Серёжки конечные, коротко-яйцевидные, 10—15-цветковые, на короткой ножке. Прицветные чешуи мелкие, обрубленные, пурпурно-бурые. Тычинки в числе двух, свободные, голые, с пурпурными нитями и жёлтыми, продолговатыми пыльниками. Завязь яйцевидно-коническая, тупая, голая, зрелая — фиолетово-пурпурная или красноватая; столбик очень короткий; рыльце с широкими цельными лопастями; нектарик внутренний, линейный, обрубленный.

## Таксономия
Вид Ива красноплодная входит в род Ива (Salix) семейства Ивовые (Salicaceae) порядка Мальпигиецветные (Malpighiales).
|  |                                      |  |                                                             |                                                             |                  |  | ещё 36 семейств (согласно Системе APG II) | ещё 36 семейств (согласно Системе APG II) |                       |  |  |  | ещё более 500 видов |
|  |                                      |  |                                                             |                                                             |                  |  | ещё 36 семейств (согласно Системе APG II) | ещё 36 семейств (согласно Системе APG II) |                       |  |  |  | ещё более 500 видов |
|  |                                      |  |                                                             | порядок Мальпигиецветные                                    |                  |  |                                           |                                           | род Ива               |  |  |  |                     |
|  |                                      |  |                                                             | порядок Мальпигиецветные                                    |                  |  |                                           |                                           | род Ива               |  |  |  |                     |
|  | отдел Цветковые, или Покрытосеменные |  |                                                             |                                                             | семейство Ивовые |  |                                           |                                           | вид Ива красноплодная |  |  |  |                     |
|  | отдел Цветковые, или Покрытосеменные |  |                                                             |                                                             | семейство Ивовые |  |                                           |                                           |                       |  |  |  |                     |
|  |                                      |  | ещё 44 порядка цветковых растений (согласно Системе APG II) | ещё 44 порядка цветковых растений (согласно Системе APG II) |                  |  |                                           | ещё около 57 родов                        | ещё около 57 родов    |  |  |  |                     |
|  |                                      |  |                                                             | ещё 44 порядка цветковых растений (согласно Системе APG II) |                  |  |                                           |                                           | ещё около 57 родов    |  |  |  |                     |